# دارة سنجي
دارة سنجي هي قرية في مقاطعة أرومية، إيران. يقدر عدد سكانها بـ 126 نسمة بحسب إحصاء 2016.